# Garamszegi Gábor (szinkronszínész)
Garamszegi Gábor (Budapest, 1962. március 24. – Bærum, Norvégia, 2021. július 3.) magyar színész, szinkronszínész, buszsofőr, pedagógus.

## Életpályája
Budapesten született. A Latinka Sándor Szakközépiskolában érettségizett 1980-ban. 1982-ben a Budapesti Tanítóképző Főiskola hallgatója volt, de két év után abbahagyta. 2002-ben elvégezte az Első SzinkronszínészKépző stúdiót, majd ezek után szinkronszínészként folytatta életútját. 2005-ben felvételt nyert a Gödöllői Szent István Egyetemre andragógia szakon, de három év után azt is abbahagyta, élete immár a színházé volt.
Sokat hallhattuk kisebb-nagyobb szerepekben, emellett kisebb színházaknál is szerepeket kapott. Országos ismertséget a Trónok harca című televíziós sorozattal, Hodor szerepével tett szert.
2014 és 2016 között a VT-Arriva buszsofőrje volt. 2016-ban megválasztották az év buszvezetőjének. 2017-ben Norvégiába költözött, ahol szintén buszsofőrként kereste kenyerét.

### Magánélete
2021. július 3-án hunyt el súlyos betegségben Bærum-ban.

## Filmes és televíziós szerepei
- Apám beájulna (2003)
- Fekete kefe (2005)
- Született lúzer (2009)